# Nephelomyias pulcher
Nephelomyias pulcher là một loài chim trong họ Tyrannidae.